# Ewolucja nietoperzy
Ewolucja nietoperzy – badania genetyczne dowodzą, że nietoperze należą do kladu Laurasiatheria, który wyodrębnił się pod koniec późnej kredy na superkontynencie Laurazja. Najstarsze nietoperze znane są z wczesnego eocenu, są to jednak formy już dość silnie wyspecjalizowane i zbliżone do współczesnych. Dlatego uważa się, że muszą istnieć i formy starsze, choć dotychczas nieodkryte. Jednak badania genetyczne sugerują, że samo przejście od pierwotnych drobnych, czworonożnych, owadożernych laurazjaterów do wczesnoeoceńskich nietoperzy właściwych miało charakter bardzo szybki, być może skokowy.
W świetle powyższych danych, dawny pogląd o bliskim pokrewieństwie nietoperzy z lotokotami jest nieaktualny.
Odrzucono też hipotezę mówiącą o difiletyzmie nietoperzy i bliższym pokrewieńsstwie Megachiroptera z naczelnymi, niż z Microchiroptera.
Najstarsze wiekowo skamieniałości nietoperzy mają 52,5 mln lat i pochodzą z Green River Formation w Wyoming. Są to: 
1. Icaronycteris index, którego budowa jest bardzo zbliżona do współczesnych. Był owadożerny, posługiwał się echolokacją.
2. Onychonycteris (dosłownie: pazurzasty nietoperz), mimo dokładnie tego samego wieku i lokalizacji co I. index, ma znacznie mniej współczesną budowę, z szeregiem cech pierwotnych. Do cech pierwotnych zalicza się obecność na wszystkich palcach pięciopalczastych kończyn przednich (u współczesnych przeważnie jest tylko jeden pazur na kończynie), a także względem form współczesnych: mało zredukowane kończyny tylne i dość krótkie przedramiona. Nie był on zdolny do posługiwania się echolokacją, choć szereg cech, m.in. dobrze rozwinięte obojczyki i mostek, wydłużone palce dokumentuje, że rodzaj ten sprawnie latał. Poruszał się przypuszczalnie dwufazowo, na przemian krótkie odcinki pokonywał lotem ślizgowym, a kolejny odcinek lotem trzepoczącym. Badania pozwoliły stwierdzić, że u nietoperzy najpierw rozwinęła się zdolność lotu, a dopiero później umiejętność echolokacji. Znany jest tylko jeden gatunek O. finneyi.

Kolejne znaleziska kopalnych nietoperzy pochodzą ze środkowoeoceńskich (47 mln lat) łupków z kopalni Messel koło Frankfurtu nad Menem w Niemczech. Opisano tam siedem gatunków nietoperzy z rodzajów: 
- Archaeonycteris – niewielki nietoperz, mający krótkie skrzydła, latał dość wolno, w związku z czym polował na niewielkie, wolno latające owady, blisko ziemi lub w zaroślach. Z analizy skamieniałej zawartości żołądkowej wiadomo, że spożywał głównie drobne gatunki chrząszczy.
- Hassianycteris – największy nietoperz z Messel. Był bardzo sprawnym lotnikiem, żerował na otwartych przestrzeniach, polując na duże owady. Z analizy skamieniałej zawartości żołądkowej wiadomo, że spożywał głównie duże gatunki ciem i chrząszcze. Miał wąskie skrzydła.
- Palaeochiropteryx – niewielki nietoperz o krótkich skrzydłach, latał dość wolno, w związku z czym polował na niewielkie, wolno latające owady, blisko ziemi lub w zaroślach. Z analizy skamieniałej zawartości żołądkowej wiadomo, że spożywał głównie drobne gatunki ciem i chruściki.
- Tachypteron – najstarszy reprezentant rodziny Emballonuridae, owadożerny.

Silny rozwój i specjacja nietoperzy miały miejsce w późnym eocenie, gdy powstały wszystkie pozostałe spośród 19 żyjących do dziś rodzin. Oprócz tego powstało też siedem rodzin, które nie przetrwały do współczesności i wymarły w późniejszym czasie. 
W Polsce dysartykułowane (rozłączone, niezachowane w postaci całego szkieletu) szczątki licznych nietoperzy znaleziono w utworach jaskiniowych późnego pliocenu m.in. w jaskiniach rezerwatu Węże.